# Pickensville
Pickensville – miasto w Stanach Zjednoczonych, w stanie Alabama, w hrabstwie Pickens. W roku 2023 miasto zamieszkiwały 544 osoby, a gęstość zaludnienia wynosiła 20,9 osoby/km².